# Národní zdravotnický informační portál
Národní zdravotnický informační portál (zkráceně NZIP) je portál určený laické veřejnosti. Jeho úkolem je podávat a odkazovat ověřené a garantované informace z oblasti zdravotnictví a medicíny či na ně odkazovat. Neméně důležitou rolí je boj proti nepravdivým nebo nepřesným informacím na internetu či sociálních sítích a zvyšování zdravotní gramotnosti českých občanů. 
NZIP byl spuštěn 23. července 2020 ve spolupráci Ministerstva zdravotnictví ČR a Ústavu zdravotnických informací a statistiky ČR.
Portál poskytuje laické veřejnosti informace z oblasti zdravotnictví, za které ručí vybraní odborníci na danou problematiku v Česku. Jde o experty z různých organizací, které se přímo zabývající zdravotnictvím, jako je Česká lékařská společnost Jana Evangelisty Purkyně (ČLS JEP), Státní zdravotní ústav (SZÚ), Ministerstvo zdravotnictví ČR a Ústav zdravotnických informací a statistiky ČR.
Při tvorbě článků autoři spolupracují také s dalšími odbornými lékařskými společnostmi, zdravotnickými zařízeními a jinými institucemi, stejně jako s pacientskými organizacemi. Významným partnerem je obdobný rakouský portál gesundheit.gv.at, od nějž NZIP přebírá část odborného obsahu.

## Obsah portálu
Na webu se nachází mapa zdravotní péče, s jejíž pomocí si mohou vyhledat konkrétního lékaře či jiného zdravotníka, ke kterému potřebují zajít.
Portál dále zpracovává tyto tematické okruhy:
- životní situace,
- prevence a zdravý životní styl,
- informace o nemocech,
- doporučené weby,
- rejstřík pojmů.

Články v mnoha kategoriích seznamují čtenáře s průběhem různých nemocí a dalších zdravotních stavů, ale také je povzbuzují a navádějí k prevenci a zdravějšímu životnímu stylu. Vedle článků se čím dál důležitější součástí obsahu a masivním zdrojem informací stává Rejstřík pojmů, který obsahuje tisíce vysvětlených hesel. Obsah portálu je ve spolupráci s autory průběžně aktualizován a korigován.

## Organizace portálu a garance
Provozovatelem Národního zdravotnického informačního portálu je Ústav zdravotnických informací a statistiky ČR (ÚZIS). Publikovaný obsah je garantován Ministerstvem zdravotnictví ČR. 
Veškerý obsah portálu je před zveřejněním vždy pečlivě kontrolován odborníky na danou problematiku (primárně Česká lékařská společnost Jana Evangelisty Purkyně a Státní zdravotní ústav). Současně se dbá na aktuálnost a srozumitelnost pro laickou veřejnost.
Na tvorbě NZIP spolupracuje několik pracovních skupin, které jsou vzájemně provázány prostřednictvím koordinátora NZIP. Základní myšlenkou je rozdělení kompetencí mezi úzce specializované týmy, které jsou strategicky řízeny Řídicí radou NZIP. Jde o výkonný orgán, v němž zasedají zástupci Ministerstva zdravotnictví ČR, ÚZIS ČR, ČLS JEP a SZÚ, s rozhodovací pravomocí v oblasti přípravy publikačního plánu, priorit vývoje a celkového vedení projektu NZIP.

### Řídicí rada NZIP
- prof. MUDr. Štěpán Svačina, DrSc. (Předseda Vědecké rady MZ ČR, Česká lékařská společnost Jana Evangelisty Purkyně)

- doc. MUDr. Bohumil Seifert, Ph.D. (Česká lékařská společnost Jana Evangelisty Purkyně)
- MUDr. Barbora Macková (ředitelka Státního zdravotního ústavu)
- Ing. Milan Blaha, Ph.D. (Vrchní ředitel pro informační a komunikační technologie MZ ČR)
- prof. RNDr. Ladislav Dušek, Ph.D. (ředitel Ústavu zdravotnických informací a statistiky ČR)
- RNDr. Martin Komenda, Ph.D. (Ústav zdravotnických informací a statistiky ČR)
- MUDr. Alena Šteflová, PhD., MPH (Česká lékařská společnost Jana Evangelisty Purkyně)